# Таскаево (Алтайский край)
Таска́ево — село в Тальменском районе Алтайского края Российской Федерации. Входит в состав Новотроицкого сельского поселения.

## География
Село находится на правом берегу реки Чумыш, на расстоянии 8 км к северо-востоку от рабочего посёлка Тальменка, административного центра района, и 55 км к северо-западу от города Барнаул, административного центра края.

## История
Впервые упомянута в описании Кузнецкого уезда одним из руководителей Второй Камчатской экспедиции Г. Ф. Миллером. Деревня Таскаева входила в ведомство Белоярской крепости и располагалась в трёх верстах от деревни Забродиной. Официальное упоминание в документах датируется 1748 годом. В 1750 году отмечена на ландкарте Удорской провинции Томского и Кузнецкого уездов прапорщиком от геодезии Пименом Старцевым. В росписи приписных крестьян по церковным приходам, составленной в 1731 году, описана 8 крестьянских дворов с 43 жителями. Наибольшее число жителей в населённом пункте зафиксировала перепись 1926 года — 606 человек.

## Население
| 1926 | 1997 | 1998 | 1999 | 2000 | 2001 | 2002 |
| ---- | ---- | ---- | ---- | ---- | ---- | ---- |
| 606  | ↘357 | ↗377 | →377 | ↗384 | ↗405 | ↘392 |
| 2003 | 2004 | 2005 | 2006 | 2007 | 2008 | 2009 |
| ↘377 | ↘351 | ↗360 | ↘297 | ↗356 | ↘354 | →354 |
| 2010 | 2011 | 2012 | 2013 |      |      |      |
| ↘337 | ↘336 | ↘317 | ↘309 |      |      |      |

## Транспорт
Через село проходит автодорога Тальменка Р256 Тальменка — Залесово, соединяющая населённые пункты вдоль правобережья Чумыша. Ближайшая ж/д станция Усть-Тальменская находится в Тальменке.